# Arrondissement Issoire
Arrondissement Issoire je francouzský arrondissement ležící v departementu Puy-de-Dôme v regionu Auvergne. Člení se dále na 9 kantonů a 116 obcí.

## Kantony
- Ardes
- Besse-et-Saint-Anastaise
- Champeix
- Issoire
- Jumeaux
- Saint-Germain-Lembron
- Sauxillanges
- Tauves
- La Tour-d'Auvergne